# Prosopanche costaricensis
Prosopanche costaricensis är en tvåhjärtbladig växtart som beskrevs av L.D.Goméz. Prosopanche costaricensis ingår i släktet Prosopanche och familjen Hydnoraceae. Inga underarter finns listade i Catalogue of Life.